# Szegő Imre
Szegő Imre, 1909-ig Schwarz (Hatvan, 1904. március 9. – Budapest, 1973. március 25.) újságíró, műfordító, lapszerkesztő.

## Élete
Schwarz Dávid és Groszmann Terézia fia. A Tanácsköztársaság idején bekapcsolódott az ifjúsági mozgalomba. Miután érettségi vizsgát, a párizsi Sorbonne Egyetemen folytatta tanulmányait. 1925-ben belépett a Kommunisták Magyarországi Pártjába. 1925–31-ben a Párisi munkás című lap munkatársa, illetve szerkesztőbizottsági tagja volt. 1931-ben megvonták tartózkodási engedélyét, ezért Franciaországból néhány hónapos bécsi tartózkodás után 1932-ben a Szovjetunióba ment. 1937-ben Uhtába internálták, utána Moszkvában élt. 1955-ben végleg hazaköltözött. 1955–58-ban a Könyvbarát című lap felelős szerkesztője volt. 1958-tól 1965-ig, nyugdíjazásáig a Szovjetunió és az Asszonyok című folyóirat főszerkesztőjeként dolgozott. 1963-tól szerkesztette a Szovjetunió képes havi folyóirat kézikönyvét, a Szovjetunió Évkönyvet és a Lányok, Asszonyok Évkönyvet. Több orosz nyelvű verset és regényt fordított magyarra.
Felesége Hegedűs Valéria volt, akit 1955-ben Budapesten vett nőül.
A Farkasréti temetőben helyezték végső nyugalomra.

## Díjai, elismerései
- Szocialista Munkáért érdemrend (1962)
- Munka Érdemrend arany fokozata (1964)[5]